# Арджентія-Біч
Арджентія-Біч (англ. Argentia Beach) — літнє село в Канаді, у провінції Альберта, у складі муніципального району Ветасківін № 10.

## Населення
За даними перепису 2016 року, літнє село нараховувало 27 осіб постійного населення, показавши зростання на 80,0%, порівняно з 2011-м роком. Середня густина населення становила 37,1 осіб/км².

## Клімат
Середня річна температура становить 2,5°C, середня максимальна – 20,6°C, а середня мінімальна – -18,6°C. Середня річна кількість опадів – 525 мм.
| Клімат поселення                              | Клімат поселення | Клімат поселення | Клімат поселення | Клімат поселення | Клімат поселення | Клімат поселення | Клімат поселення | Клімат поселення | Клімат поселення | Клімат поселення | Клімат поселення | Клімат поселення | Клімат поселення |
| Показник                                      | Січ.             | Лют.             | Бер.             | Квіт.            | Трав.            | Черв.            | Лип.             | Серп.            | Вер.             | Жовт.            | Лист.            | Груд.            |                  |
| Середній максимум, °C                         | −6,67            | −3,5             | 1,16             | 9,06             | 14,82            | 18,96            | 20,57            | 20,30            | 15,34            | 10,20            | 1,04             | −4,45            |                  |
| Середня температура, °C                       | −12,61           | −9,48            | −4,8             | 3,09             | 8,86             | 13,00            | 15,30            | 15,02            | 10,08            | 4,93             | −4,24            | −9,71            |                  |
| Середній мінімум, °C                          | −18,6            | −15,43           | −10,76           | −2,86            | 2,90             | 7,04             | 10,03            | 9,76             | 4,79             | −0,34            | −9,5             | −15              |                  |
| Норма опадів, мм                              | 24               | 17               | 21               | 32               | 57               | 89               | 103              | 69               | 48               | 26               | 22               | 17               |                  |
| Середньомісячна швидкість вітру, м/с          | 3.24             | 3.36             | 3.47             | 3.70             | 3.70             | 3.30             | 3.00             | 2.90             | 3.13             | 3.40             | 3.34             | 3.30             |                  |
| Середньомісячна сонячна радіація, кДж/м²·день | 3586             | 7124             | 12326            | 17187            | 20544            | 21978            | 22290            | 18716            | 12771            | 7663             | 3909             | 2675             |                  |
| --------------------------------------------- | ---------------- | ---------------- | ---------------- | ---------------- | ---------------- | ---------------- | ---------------- | ---------------- | ---------------- | ---------------- | ---------------- | ---------------- | ---------------- |
| Джерело:                                      |                  |                  |                  |                  |                  |                  |                  |                  |                  |                  |                  |                  |                  |